# Rickard Rakell
Rickard Rakell (ur. 5 maja 1993 w Sztokholmie) – szwedzki hokeista, reprezentant Szwecji.
Jego brat Robin (ur. 1991) także został hokeistą.

## Kariera
- Spånga IS, w tym J18 i J20 (2007–2008)
- Stockholm 1 (2008)
- AIK U16 (2008)
- AIK J18 (2008–2009)
- AIK J20 (2008–2010)
- Plymouth Whalers (2010–2013)
- Anaheim Ducks (2013-2022)
  -  Norfolk Admirals (2013-2015)
- Pittsburgh Penguins (2022-)

Wychowanek klubu Spånga IS. Następnie od 2008 roku występował w zespołach juniorskich klubu AIK. W 2010 roku wyjechał do USA i od tego czasu występuje w drużynie Plymouth Whalers w rozgrywkach OHL. W drafcie NHL z 2011 został wybrany przez Anaheim Ducks z numerem 30. W lipcu 2012 roku podpisał trzyletni kontrakt z klubem. Jednocześnie został przekazany do Plymouth Whalers. W maju 2012 w KHL Junior Draft został wybrany przez Sibir Nowosybirsk (runda 2, numer 42). Po zakończeniu lokautu w sezonie NHL (2012/2013) i rozpoczęciu sezonu NHL w styczniu powrócił formalnego pracodawcy. W drużynie Ducks i całej lidze NHL zadebiutował 19 stycznia 2013, jednak rozegrał jedynie cztery mecze i dokończył sezon w filii Plymouth Whalers. We wrześniu 2013 został przekazany do zespołu farmerskiego, Norfolk Admirals, w lidze AHL. Później na stałe podjął występy w Anaheim Ducks. W październiku 2016 przedłużył kontrakt z tym klubem o sześć lat. W 2018 wystąpił w barwach drużyny Dywizji Pacyficznej podczas NHL All-Star Game. W marcu 2022 został zawodnikiem Pittsburgh Penguins.
Uczestniczył w turniejach mistrzostw świata edycji 2018, 2021.

## Sukcesy i nagrody
Reprezentacyjne
- Brązowy medal mistrzostw świata juniorów do lat 17: 2010
- Złoty medal mistrzostw świata juniorów do lat 20: 2012
- Srebrny medal mistrzostw świata juniorów do lat 20: 2013
- Złoty medal mistrzostw świata: 2018

Klubowe
- Bumbacco Trophy: 2012 z Plymouth Whalers

Indywidualne
- CHL 2010/2011:
  - CHL Top Prospects Game
- NHL (2017/2018):
  - NHL All-Star Game
- Mistrzostwa Świata w Hokeju na Lodzie 2018/Elita:
  - Piąte miejsce w klasyfikacji strzelców turnieju: 6 goli[7]
  - Czwarte miejsce w klasyfikacji kanadyjskiej turnieju: 14 punktów[8]
  - Skład gwiazd turnieju[9]
  - Najbardziej Wartościowy Gracz (MVP) turnieju[10]
  - Jeden z trzech najlepszych zawodników reprezentacji w turnieju[11]